# Sam Mintz
Sam Mintz (* 12. Juli 1897 in Minsk, Russisches Reich; † 13. September 1957 in Oakland, Kalifornien, USA) war ein aus dem heutigen Belarus stammender US-amerikanischer Drehbuchautor.

## Leben
Mintz begann Mitte der 1920er Jahre seine Tätigkeit als Drehbuchautor in der Filmwirtschaft Hollywoods und schrieb nach seinem Debüt bei Easy Money (1925) die Vorlagen und Drehbücher für annähernd 40 Filme.
Bei der Oscarverleihung 1931 wurde er zusammen mit Joseph L. Mankiewicz für den Oscar für das beste adaptierte Drehbuch für Skippy (1931) nominiert.
Sam Mintz arbeitete er mit Filmregisseuren wie Charles Reisner, Edward Sloman, Norman Taurog, William A. Seiter und George Nichols junior zusammen.

## Filmografie (Auswahl)
- 1926: Alles Schwindel (The Cheerful Fraud)
- 1927: 1000 PS (Man Power)
- 1927: Der Revolverjack (Shootin’ Irons)
- 1927: Don Alonzo, der Rächer (The Gay Defender)
- 1928: Abenteuer im fernen Osten (Moran of the Marines)
- 1928: Übern Sonntag, lieber Schatz (Three Week Ends)
- 1930: Tausend Dollar Belohnung (Stairs of Sand)
- 1930: Der Kienitz (The Kibitzer)
- 1931: Skippy
- 1934: Die Rothschilds (The House of Rothschild)
- 1934: Anne of Green Gables'
- 1935: Roberta
- 1936: Crack-Up
- 1936: Drei süße Mädels (Three Smart Girls)